# MGM-31 퍼싱

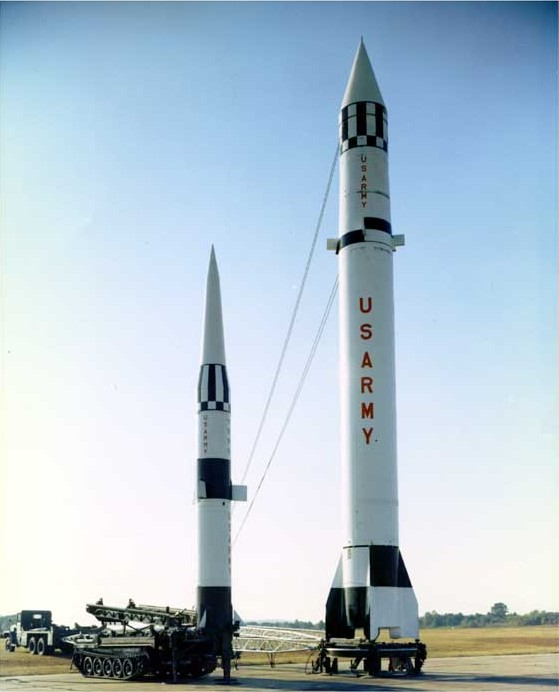
퍼싱 I 미사일은 구형 레드스톤 미사일 보다 훨씬 작아졌다. 퍼싱 I은 한국의 현무-2와 외양, 무게가 매우 비슷하다.

MGM-31A 퍼싱 I은 미국 마틴 마리에타가 개발한 2단 고체연료 단거리탄도유도탄(SRBM)이다. 독일 V-2 로켓의 직계후손인 1단 액체연료 PGM-11 레드스톤 단거리탄도유도탄(SRBM)을 대체했다.

## 파생형
길이와 직경은 셋 다 동일하다.
- MGM-31A 퍼싱 I : 1960년 생산, 무게 4,655 kg, 400 kt W50 핵탄두, 사거리 740 km, 2단 고체로켓
- MGM-31A 퍼싱 IA : 1969년 생산, 무게 4,655 kg, 400 kt W50 핵탄두, 사거리 740 km, 2단 고체로켓
- MGM-31B 퍼싱 II : 1981년 생산, 무게 7,490 kg, 80 kt W85 핵탄두, 사거리 1,770 km, 2단 고체로켓
- 퍼싱 III : 개발취소, 무게 11.33톤, 475 kt W87 핵탄두, 사거리 11,000 km, 3단 고체로켓, 소형 ICBM인데 무게 100톤인 LGM-118 피스키퍼를 개발하기로 결정되어 취소되었다. MGM-134 미지트맨 참조

## 퍼싱 I
퍼싱 I은 레드스톤 미사일의 후속으로 개발되었다. 길이가 69.3 ft에서 34.6 ft로 줄었고, 사거리는 201 마일에서 460 마일로 늘어났다.
1956년 마틴 컴퍼니의 사장 조지 벙커는 앨러배마 주 레드스톤 무기고를 방문해 미국 육군 탄도 미사일국(ABMA, Army Ballistic Missile Agency)의 존 메다리스 대장을 만났다. 메다리스는 플로리다주 공군 미사일 테스트 센터(현재 케이프 커내버럴 공군기지)의 근처에 미사일 공장이 있으면 좋겠다고 말했다. 1957년 마틴 컴퍼니는 플로리다주 올랜도의 샌드 레이크 시설에 미사일 공장을 건설했다. 바주카포를 공동개발한 에드워드 얼이 부사장 겸 새로운 공장의 공장장이 되어 운영을 계속하여, 오늘날 록히드 마틴 미사일 공장이 되었다.
1956년 미국 육군은 사거리 500–750 해리 (930–1,390 km)의 탄도 미사일 연구를 시작했다. 1956년 후반에 찰스 어윈 윌슨 국방장관은 "윌슨 메모"를 발표했다. 미국 육군은 사거리 200 마일 (320 km) 이상인 탄도 미사일은 보유하지 않겠다는 내용이었다.
1958년 미국 국방부는 윌슨 메모를 폐지했다. 미국 육군 탄도 미사일국(ABMA, Army Ballistic Missile Agency)은 탄도 미사일 개발을 시작했다.
초기에는 레드스톤-S라고 불렀다. S는 고체연료(solid propellant)를 의미했다. 이후에 육군 대장 존 J. 퍼싱을 기념해 퍼싱 미사일이라고 개명했다. ABMA는 7개 회사를 개발 후보로 선정했다. 크라이슬러, 록히드 코퍼레이션, 더글러스 항공, 제너럴 다이내믹스의 콘베어, 파이어스톤, 스페리 랜드, 마틴 컴퍼니

## 퍼싱 Ia
MGM-31A 퍼싱 I과 MGM-31A 퍼싱 Ia는 외양과 사거리가 동일하다. 퍼싱 I은 1962년부터 1969년까지, 퍼싱 Ia는 1969년부터 1991년 소련 멸망시까지 실전배치되었다. 퍼싱 I의 비행속도를 높여 신속한 공격이 가능하게 개량한 것이 퍼싱 Ia이다.
1971년 퍼싱 1a는 아날로그 전자부품에서 하나의 디지털 컴퓨터로 유도장치가 개선되었다.
퍼싱 I과 퍼싱 Ia를 합쳐서, MGM-31A 퍼싱 I 미사일 754발이 생산되었다.

## 같이 보기
- MGM-31B 퍼싱 II - MGM-31A 퍼싱 I과 길이, 직경, 2단 고체연료인 점이 모두 동일한데, 무게만 4.6톤에서 7.4톤으로 늘어나, 사거리가 740 km에서 1,770 km로 증가했다.
- 제1격